# ألكمايون الكروتوني
ألكمايون الكروتوني، نسبة إلى كروتوني في ماجنا غراسيا، (باليونانية: Ἀλκμαίων ὁ Κροτωνιάτης)‏، كان أحد أبرز فلاسفة الطبيعة والمنظّرين الطبيين في العصور القديمة خلال القرن الخامس قبل الميلاد. يُعتقد أن والده كان يُدعى بييريثوس، وهناك آراء تشير إلى أنه كان تلميذًا لفيثاغورس، ويُقدَّر أنه وُلِد عام 510 قبل الميلاد.
ورغم تركيز كتاباته على المواضيع الطبية، إلا أن البعض يعتبره فيلسوفًا علميًا أكثر من كونه طبيبًا. كما اهتم بعلم التنجيم وعلم الأرصاد الجوية. ومع ذلك، لا توجد معلومات كثيرة متوفرة عن تفاصيل حياته.

## وصلات خارجية
- ألكمايون الكروتوني  على موسوعة ستانفورد للفلسفة